# جيورجي جخاريا
جيورجي جخاريا (مواليد 19 مارس 1975) هو سياسي جورجي شغل منصب رئيس الوزراء من سبتمبر 2019 حتى فبراير 2021.